# Margaret Fuller
Pour les articles homonymes, voir Fuller.
Sarah Margaret Fuller Ossoli, née le 23 mai 1810 à Cambridge port, devenu depuis, un quartier de Cambridge dans l'État du Massachusetts et morte le 19 juin 1850 victime  d'un naufrage à proximité de Fire Island, une île de l'État de New York, est une journaliste, essayiste, correspondante de guerre, critique littéraire, traductrice et féministe américaine. Elle est connue pour être une des figures majeures du transcendantalisme ; avec Ralph Waldo Emerson elle fonde la revue littéraire The Dial (magazine littéraire) (en). Son essai Woman in the Nineteenth Century (en) paru en 1844 est un des textes fondateurs du féminisme débutant et sera un ouvrage de référence pendant plus de 150 ans pour les mouvements féministes.

## Biographie

### Jeunesse et formation

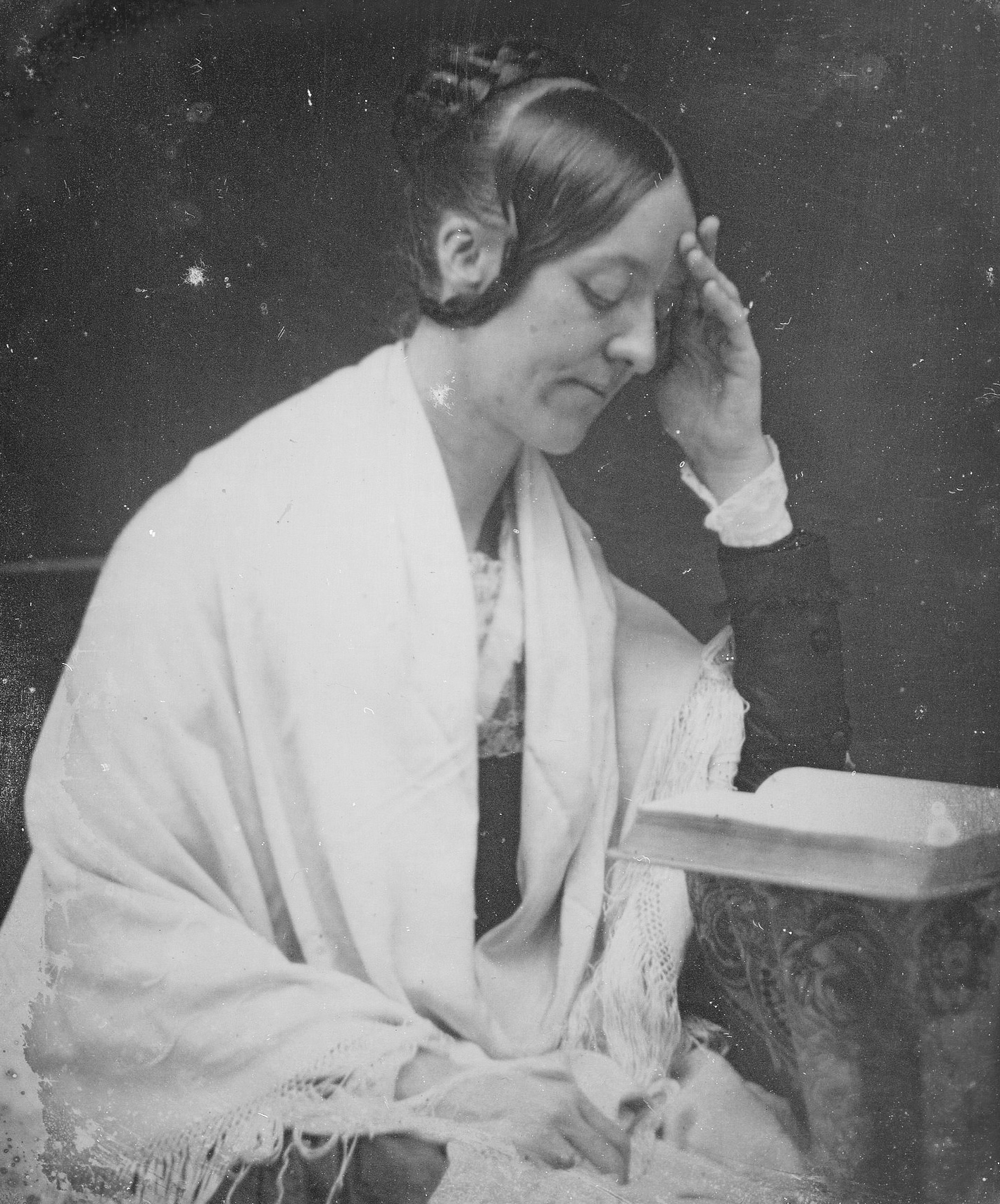
Daguerréotype de Margaret Fuller réalisé par le photographe John Plumbe.

Sarah Margaret Fuller est l'aînée des neuf enfants de Timothy Fuller (en) (né le 11 juillet 1778) et de Margaret Crane Fuller. La famille de Timothy Fuller descend de migrants originaires de la ville anglaise de Middleton (Essex) qui se sont installés dans le Massachusetts en 1638,,,.
Margaret Crane Fuller, née en 1789 à Canton dans l'État du Massachusetts, descend d'une famille d'artisans cultivés installés à Canton dans le Massachusetts, elle-même était maîtresse d'école avant son mariage, célébré en 1809 ,,.
Timothy Fuller, un juriste diplômé de Harvard, est une figure politique importante du Massachusetts, il a été successivement élu membre du sénat du Massachusetts et membre de la Chambre des représentants des États-Unis,,.
De conviction libertaire voire libertine, Timothy Fuller lit avec des sentiments contradictoires A Vindication of the Rights of Woman: with Strictures on Political and Moral Subjects de Mary Wollstonecraft, s'adonnant lui-même à des aventures avec ses étudiantes de Leicester.

#### Éduquée comme un fils
Déçu que son enfant aînée ne soit pas un fils, Timothy Fuller élève Sarah Margaret Fuller comme un garçon en lui donnant la meilleure formation possible de l'époque. Elle apprend la syntaxe anglaise en même temps que la grammaire latine. Dès ses sept ans elle lit Virgile, Ovide, Horace dans le texte. Adolescente, elle a accès à la bibliothèque de son père et lit des auteurs comme Shakespeare, Cervantès ou Molière  ainsi que les écrivains du courant de la littérature augustine (en) et les romanciers du courant dit du roman jacobin (en). Le prix de cette éducation à la dure, sous la férule de son père, se paie par des cauchemars, des crises de somnambulisme, des hallucinations. Sarah Margaret Fuller confiera dans ses mémoires qu'elle n'a pas eu une enfance normale, que ce fut une période de tristesse et de terreurs,,,.

#### Le transcendantalisme américain

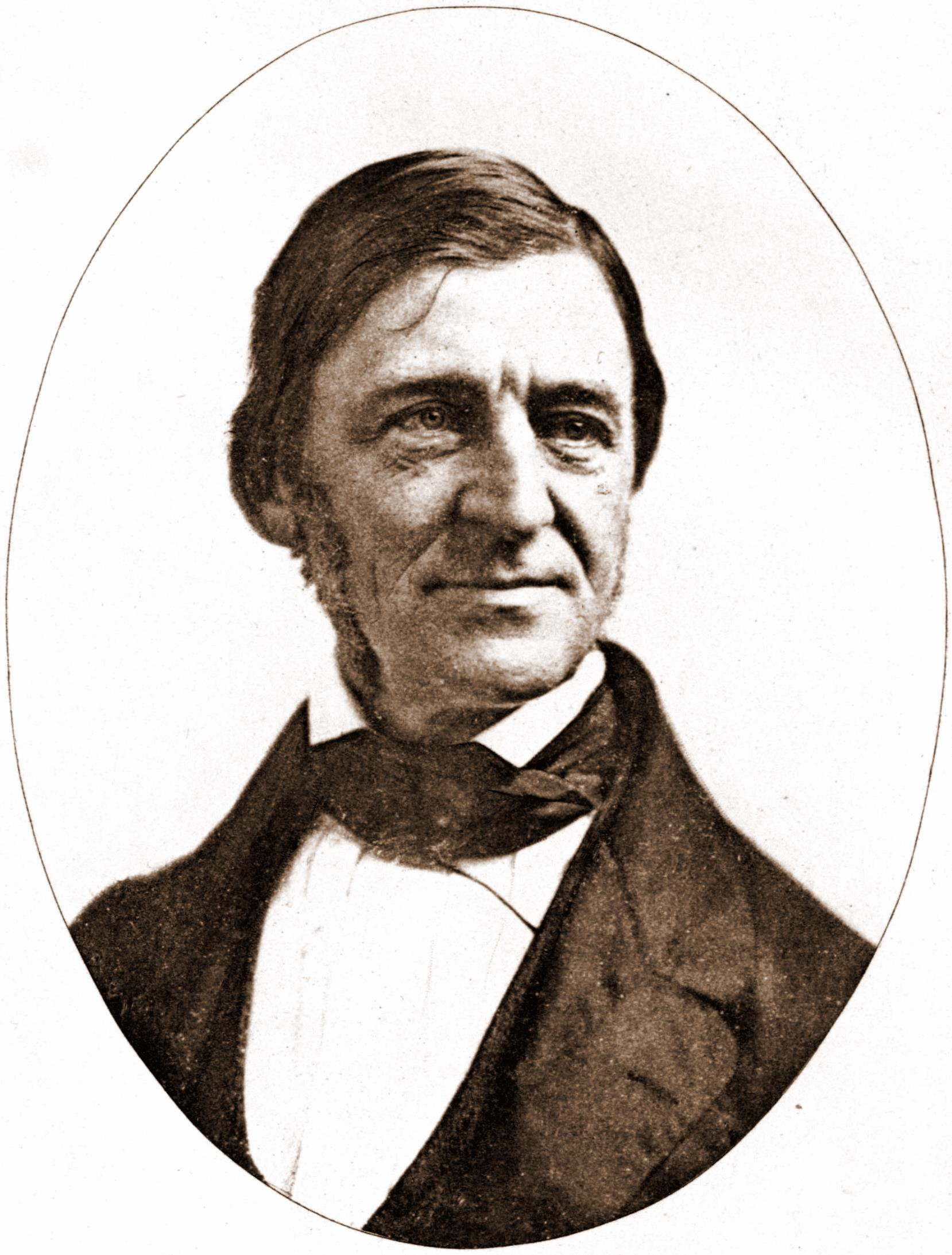
Portait photographique de Ralph Waldo Emerson.

Quand Sarah Margaret Fuller atteint l'âge de 10 ans, elle entre au Boston Lyceum for the Education of Young Ladies, mais son père la retire deux ans plus tard en 1822. À 14 ans, elle demande à suivre des cours à la Misses Prescott'School de Groton, dans l’État du Massachusetts où Ralph Waldo Emerson enseigne, puis elle entre à la Perkins High School de Cambridge, où en dehors des cours, elle perfectionne sa maîtrise du latin, de l'italien, du grec et de la philosophie,.
La maison familiale des Fuller étant proche de l'université Harvard, dès l'âge de 15 ans, Sarah Margaret Fuller se lie d'amitié avec des étudiants de cette université tels que Oliver Wendell Holmes, Richard Henry Dana Jr. ou du poète William Ellery Channing, ainsi qu'avec plusieurs figures du transcendantalisme, comme Frederic Henry Hedge (en) ou James Freeman Clarke de la promotion 1829 de l'université Harvard.

#### Le retrait à Groton
En 1833, Timothy Fuller prend sa retraite et s'installe avec sa famille dans une ferme à Groton. Cette décision n'enchante guère Sarah Margaret Fuller qui se retrouve coupée de ses amis, vouée à l'éducation de ses cadets et contrainte de s'occuper de la tenue domestique de la maison, sa mère étant gravement malade. Elle continue néanmoins ses lectures, notamment celles des œuvres de Schiller, de Goethe et les classiques de la philosophie idéaliste. 
C'est à Groton en 1834 que Margaret Fuller fait la connaissance du pasteur unitarien William Ellery Channing, qui la présente à l'écrivaine britannique Harriet Martineau, lors de leur rencontre, cette dernière encourage Margaret Fuller à se mettre à écrire une biographie de Goethe,. 

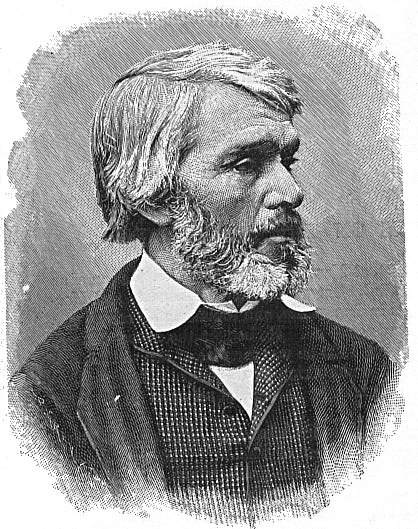
Portrait de Thomas Carlyle.

En 1836, Margaret Fuller est invitée à séjourner pendant trois semaines dans la demeure de Ralph Waldo Emerson à Concord dans le Massachusetts. Lors de ce séjour, Margaret Fuller apprend à Ralph Waldo Emerson à lire l'allemand avec la bonne prononciation, et de son côté Ralph Waldo Emerson écrit à Thomas Carlyle pour qu'il aide Margaret Fuller à finaliser sa biographie de Goethe,,,. 

#### Tragédies
En 1835, le plus jeune des frères de Sarah Margaret Fuller meurt, son père décède frappé par le choléra, elle-même est atteinte par cette épidémie venue d'Asie dont elle se remet. Son père mort, Sarah Margaret Fuller devient chef de famille,.

### Carrière professionnelle
Son premier article publié, une réponse à l'historien George Bancroft, paraît en novembre 1834 dans la North American Review.
En 1836, elle enseigne à la Temple School (Massachusetts) (en) de Boston, puis, de 1837 à 1839, à Providence, dans le Rhode Island.
Elle devient l'amie de Ralph Waldo Emerson et s'associe bientôt au transcendantalisme. Elle crée et édite le journal transcendantaliste, The Dial, pendant les deux premières années de sa parution, de 1840 à 1842. Quand elle entre au New York Tribune de Horace Greeley comme critique littéraire en 1844, elle devient la première journaliste de sexe féminin à travailler dans l'équipe d'un grand journal. L'historienne Jill Lepore la présente comme la femme, à son époque, la plus instruite des États-Unis.
Dans les années 1840, elle organise des groupes de discussion de femmes où l'on débattait d'une grande variété de sujets, tels que l'art, l'éducation et les droits des femmes. Un certain nombre de figures marquantes du mouvement féministe assistent à ces « conversations ». Des idées mises en avant lors de ces discussions sont développées dans son œuvre majeure, La Femme au dix-neuvième siècle (Woman in the Nineteenth Century) paru en 1845, qui plaide pour l'indépendance des femmes. Elle argumente que la lutte abolitionniste, à laquelle beaucoup de femmes ont participé, leur a permis d'obtenir une conscience de l'inégalité de leur position.
Elle est envoyée en Europe par le New York Tribune comme correspondante étrangère et interroge nombre d'auteurs éminents, comme George Sand ou Thomas Carlyle, ce dernier la décevant, notamment par ses opinions politiques réactionnaires. En Italie, elle rencontre le révolutionnaire italien Giovanni Ossoli (it), avec lequel elle se marie en 1847 et dont elle a un fils. Le couple soutient la révolution menée par Giuseppe Mazzini pour établir la République romaine, en 1849 — lui participe aux combats, tandis qu'elle se porte volontaire pour aider dans un hôpital.
Elle, son mari et son fils trouvent la mort dans le naufrage du bateau qui les transportait d'Italie en Amérique vers Fire Island, près de New York. Henry David Thoreau se rend à New York pour essayer de récupérer son corps et ses écrits, mais rien n'est retrouvé. Parmi les articles perdus, il y avait le manuscrit de l'histoire de la république romaine. Plusieurs de ses écrits ont été réunis par son frère dans At Home and Abroad (1856) et dans Life Without and Life Within (1858). Un cénotaphe lui est consacré au cimetière de Mount Auburn, à Cambridge, dans le Massachusetts.
Elle est par ailleurs la grand-tante de l'architecte et ingénieur utopiste Richard Buckminster Fuller, resté célèbre pour l'invention de la forme architecturale du dôme géodésique.

## Œuvres

### Critiques littéraires
- Papers on Literature and Art, New York, Wiley and Putnam (réimpr. 2008) (1re éd. 1846), 376 p. (ISBN 9780548962510, OCLC 263028540, lire en ligne)[note 1],
- Arthur B. Fuller (dir.), Art, Literature, and the Drama, Boston, Massachusetts, Brown, Taggard & Chase (réimpr. 2012) (1re éd. 1860), 515 p. (ISBN 9781275776050, OCLC 85801424, lire en ligne),

### Essais
- Summer on the Lakes, in 1843, Boston, Massachusetts, Charles C. Little and James Brown (réimpr. 1990) (1re éd. 1 mai 1844), 276 p. (ISBN 9780252061646, OCLC 1132337043, lire en ligne),
- Larry J. Reynolds (dir.), Woman in the Nineteenth Century, New York, W.W. Norton (réimpr. 1997) (1re éd. 1845), 324 p. (ISBN 9780393971576, lire en ligne),

### Mémoires
- Memoirs of Margaret Fuller Ossoli, vol. 1, Boston, Massachusetts, Phillips, Sampson and Company, 1852, 354 p. (OCLC 85802626, lire en ligne),
- Memoirs of Margaret Fuller Ossoli, vol. 2, Boston, Massachusetts, Phillips, Sampson and Company, 1852, 364 p. (OCLC 1154281489, lire en ligne),

### Correspondance
- Robert N. Hudspeth (dir.), The Letters of Margaret Fuller : 1817-1838, vol. 1, Ithaca, état de New York, Cornell University Press, 1983, 384 p. (ISBN 9780801413865, lire en ligne),
- Robert N. Hudspeth (dir.), The Letters of Margaret Fuller : 1839-1841, vol. 2, Ithaca, état de New York, Cornell University Press, 1983, 288 p. (ISBN 9781501725234, lire en ligne),
- Robert N. Hudspeth (dir.), The Letters of Margaret Fuller : 1842-1844, vol. 3, Ithaca, état de New York, Cornell University Press, 1984, 280 p. (ISBN 9780801417078, lire en ligne),
- Robert N. Hudspeth (dir.), The Letters of Margaret Fuller : 1845-1847, vol. 4, Ithaca, état de New York, Cornell University Press, 1987, 336 p. (ISBN 9780801419720, lire en ligne),
- Robert N. Hudspeth (dir.), The Letters of Margaret Fuller : 1848-1849, vol. 5, Ithaca, état de New York, Cornell University Press, 1988, 328 p. (ISBN 9780801421747, lire en ligne),
- Julia Ward Howe (dir.), Love-Letters of Margaret Fuller : 1845-1846, New York, AMS Press, 1970, 256 p. (ISBN 9780404048358, lire en ligne),

### Œuvres choisies
- Arthur B. Fuller (dir.), At Home And Abroad : Or, Things And Thoughts In America and Europe, Boston, Massachusetts, Crosby, Nichols, and Company (réimpr. 2016) (1re éd. 1856), 492 p. (ISBN 9781530311576, lire en ligne)

- Arthur Buckminster Fuller (dir.), Life Without and Life Within : or, Reviews, Narratives, Essays, and Poems, Boston, Massachusetts, Brown, Taggard, and Chase (réimpr. 2016) (1re éd. 1859), 438 p. (OCLC 561055119, lire en ligne),

- Jeffrey Steele (dir.), The Essential Margaret Fuller, Rutgers University Press, 1992, 536 p. (ISBN 9780813517780),
- Mary Kelley (dir.), The Portable Margaret Fuller, New York, Penguin Books, 1994, 580 p. (ISBN 9780140176650, lire en ligne),

## Distinctions
- 1995 : cérémonie d'entrée de Margaret Fuller au National Women's Hall of Fame[11].

## Allusions
- Dans sa préface au roman Valjoie de Nathaniel Hawthorne, André Maurois écrit que l'auteur se serait servi de la figure de Margaret Fuller (complétée par celle de l'artiste Fanny Kemble) pour son personnage de Zenobie dont le corps est retrouvé dans la rivière, comme la reine Zénobie d'Arménie.
- Alison Bechde, auteure américaine de romans graphiques évoque la vie et l’œuvre de Margaret Fuller dans son dernier ouvrage Le secret de la force surhumaine, publié en France en 2022 chez Denoël.